# 락 락 락
《락 락 락》(락 ROCK 樂)은 KBS 드라마 스페셜 연작 시리즈의 첫 번째 작품으로 부활의 리더이자 기타리스트인 김태원의 일대기를 다루었다.

## 등장 인물

### 주요 인물
- 노민우: 김태원 역 - 전설의 기타리스트
- 홍아름: 현주 역 - 마지막 소녀팬
- 장경아: 수연 역 - 태원의 첫사랑

### 주변 인물
- 이종환: 이승철 역 - 보컬
- 강두: 이태윤 역 - 베이스기타
- 데빈 리: 신대철 역 - 기타의 신
- 방중현: 김종서 역 - 아름다운 록커
- 노민혁: 김지미 역 - 강남의 지미 헨드릭스
- 조선형: 이지웅 역 - 기타리스트
- 조순창: 황태순 역 - 드러머
- 주호: 상범 역 - 태원의 고교 친구
- 이원희: 대두 역 - 태원의 고교 친구
- 홍지영: 효진 역 - 수연의 친구
- 윤상민(아역): 어린 김태원 역
- 노영학(아역): 김태원의 큰형 역

### 그 외 인물
- 조양자: 태원의 어머니 역
- 황범식: 태원의 아버지 역
- 이덕희: 수연의 어머니 역
- 김진수: 악사리더 역
- 이달형: 악사베이스 역
- 허정규: 선생 역
- 이철민: 나이트 영업부장 역
- 조병곤: 나이트 사장 역
- 박진영: 서문악기사 주인 역
- 장현성: 강기 역
- 정영숙: 여사장 역
- 박승태: 민박집 주인 역
- 김학준: 교도소짱 역
- 최민: 김재기 역 - 보컬
- 이혜리: 상미 역
- 안재민: 병찬 역
- 박시헌: 준교 역
- 남민호: 영진 역
- 임한국: 성태 역
- 강신하: 동팔 역
- 김혁: 재범 역
- 박호: 종수 역
- 채선중: 영배 역
- 김윤태: 이승철의 매니저 역
- 황정원(아역): 김태원의 딸 역
- 안성훈(아역): 김태원의 아들 역

### 특별출연
- 김종서: 김태원의 삼촌 / 락하는 사람 친구 역
- 김태원: 락하는 사람 / 본인 역
- 부활

## 시청률
| 2010년      | 2010년      | 2010년                             | 2010년         | 2010년         |
| 회차        | 방송일      | 부제                               | TNMS 시청률    | AGB닐슨 시청률 |
| 회차        | 방송일      | 부제                               | 대한민국(전국) | 대한민국(전국) |
| ----------- | ----------- | ---------------------------------- | -------------- | -------------- |
| 제1회       | 12월 11일   | 기타를 잡아라                      | 6.3%           | 6.8%           |
| 제2회       | 12월 11일   | 비와 당신의 이야기                 | 8.2%           | 7.4%           |
| 제3회       | 12월 18일   | 마지막 콘서트                      | 4.5%           | 5%             |
| 제4회       | 12월 18일   | 마지막 끝나지 않은 이야기 (최종회) | 6.4%           | 6.8%           |
| 평균 시청률 | 평균 시청률 | 평균 시청률                        | 6.4%           | 6.5%           |

## 같이 보기
- 부활
- 김태원
- 신대철
- 김종서
- 이승철